# Schismatogobius deraniyagalai
Schismatogobius deraniyagalai é uma espécie de peixe da família Gobiidae.
Pode ser encontrada nos seguintes países: Índia e Sri Lanka.